# Jamar Newsome
 (décembre 2021).
Si vous disposez d'ouvrages ou d'articles de référence ou si vous connaissez des sites web de qualité traitant du thème abordé ici, merci de compléter l'article en donnant les références utiles à sa vérifiabilité et en les liant à la section « Notes et références ».
Pour les articles homonymes, voir Newsome.
(en) Statistiques sur pro-football-reference
Jamar Newsome (né le 5 novembre 1987 à Saint-Petersburg) est un joueur américain de football américain.

## Carrière

### Université
Newsome étudie à l'université de Central Florida où il joue pour l'équipe de football américain des Knights.

### Professionnel
Jamar Newsome n'est sélectionné par aucune équipe lors du draft de la NFL de 2011. Il signe peu de temps après comme agent libre non drafté avec les Jaguars de Jacksonville. Ayant réussi à convaincre, il est retenu dans l'équipe pour la saison 2011. Il entre au cours de deux matchs mais ne reçoit aucune passe avant d'être libéré le 20 septembre après l'arrivée de Chastin West. Il revient le lendemain, en signant en équipe d'entraînement.
Le 2 novembre, les Steelers de Pittsburgh annonce la signature de Newsome dans leur équipe d'entraînement. Un mois plus tard, il est libéré et signe avec l'équipe d'entraînement des Chiefs de Kansas City.